# Erste Oberschule der technischen Universität Hachinohe
Die Erste Oberschule der technischen Universität Hachinohe (japanisch 八戸工業大学第一高等学校 Hachinohe Kōgyō Daigaku Dai-ichi Kōtōgakkō, englisch Hachinohe Institute of Technology's First High School) ist eine koedukative private Oberschule in Hachinohe. Im April 2020 hatte die Schule 573 männliche und 124 weibliche Schüler.

## Geschichte
Die Schule wurde 1956 von der Bildungskörperschaft der Technischen Hochschule Hachinohe gegründet.

## Lehrangebot
In der Schule stehen neben weiterer Ausstattung Studentenwohnheim, Turnhalle, Mensa, Computerraum, Ferienunterkunftsindustrie, Tennisplatz, Trainingsraum, Schulbus, Studierzimmer, Schulsozialarbeit, Studentenwohnheime (seit 29), Baseballstadion, Fußballfeld und Schulbus zur Verfügung.
Es findet kein Samstagsunterricht statt.

## Veranstaltungen
Einmal jeden Juni findet eine regelmäßige Überprüfung, jeden August ein Sportfest, zweimal jeden September eine regelmäßige Überprüfung, dreimal jeden November eine regelmäßige Überprüfung, jeden Dezember eine Exkursion und ein Übernachtungstraining und viermal jeden Februar eine regelmäßige Überprüfung statt. Die Eintrittsfeier findet jeden April, die Abschlusszeremonie jeden Juli und die Abschlussfeier und die Abschlusszeremonie jeden März statt. Die Feierlichkeiten zum Schulbeginn finden jeden August statt. Weitere Veranstaltungen gibt es jeden April, jeden Mai, jeden Juli, jeden August, jeden Oktober, jeden November (Tag der offenen Tür), jeden Dezember, jeden Januar und jeden Februar.

## Aufnahmeprüfung
Aufnahmeprüfungen werden in den Fächern Japanisch, Mathematik, Englisch, Gesellschaft und Naturwissenschaften durchgeführt; die Schüler müssen einen Aufsatz schreiben. Es findet ein Vorstellungsgespräch statt. Aufgenommen werden je nach angestrebtem Zweig und/oder Anzahl der bisherigen Versuche 80 bzw. 245 Schüler. Die Teilnahmegebühr beträgt 12.000 ¥ (umgerechnet 74,54 €).